# جلال ليتش
جلال ليتش (بالإنجليزية: Jalal Leach)‏ هو لاعب كرة قاعدة أمريكي، ولد في 14 مارس 1969 في سان فرانسيسكو في الولايات المتحدة.

## وصلات خارجية
- جلال ليتش على موقعبيزبول رفرنس.كوم (الدوري الرئيسي) (الإنجليزية)
- جلال ليتش على موقعبيزبول رفرنس.كوم (الدوري الثانوي) (الإنجليزية)